# Curaçaose keuken

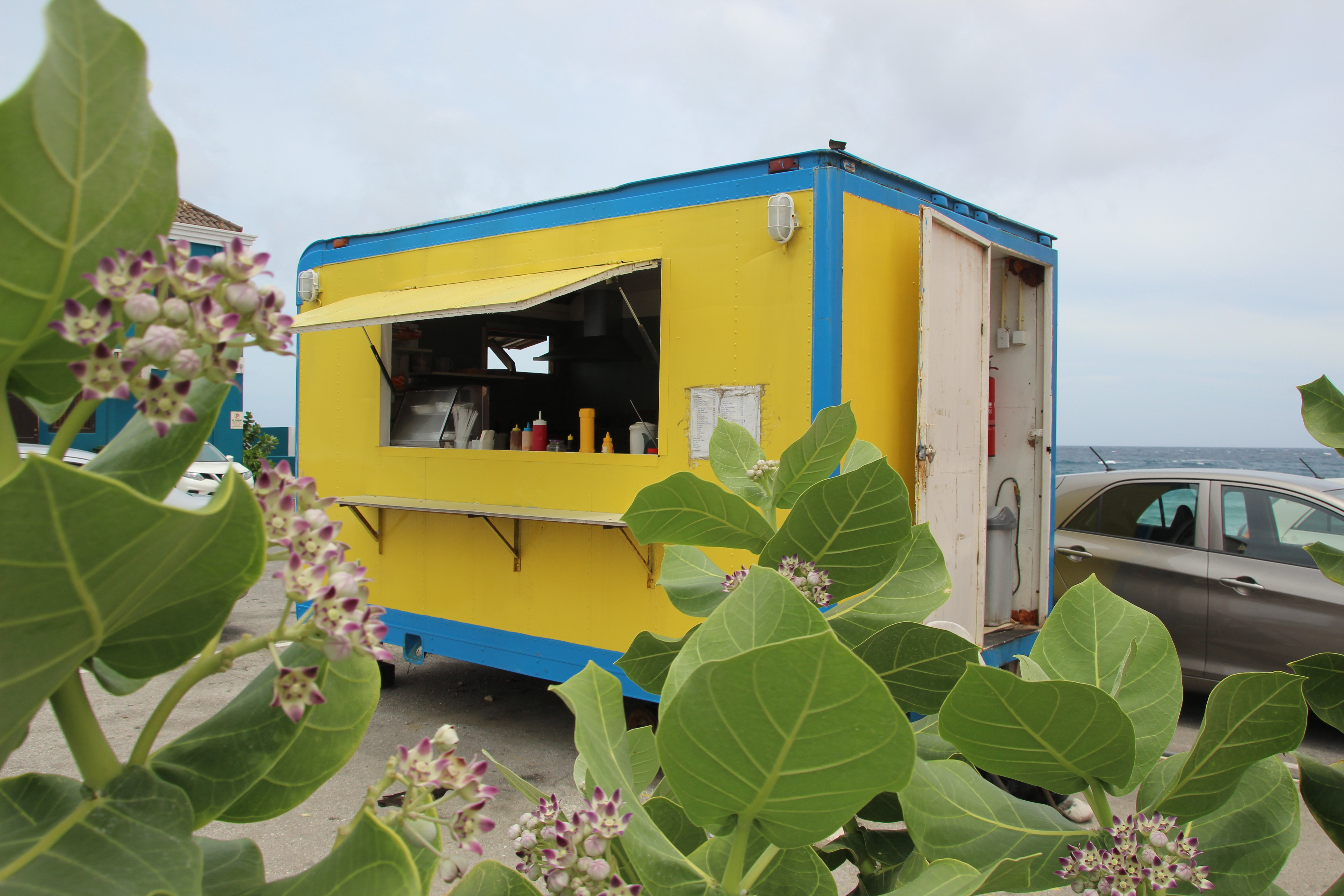
Een trùk'i pan in de wijk Pietermaai, Willemstad

De Curaçaose  keuken (in het Papiamentu: Kuminda krioyo) is de kookkunst zoals bedreven op het eiland Curaçao. De keuken is het resultaat van een samengaan van verschillende volkeren met verschillende culturen. Daardoor is de Curaçaose keuken zeer divers en zijn de gerechten van de Nederlands-Antilliaanse keuken ook op andere Caribische eilanden terug te vinden.

## Curaçaose specialiteiten
Er zijn gerechten voor elk speciale gelegenheid bijvoorbeeld van bij bruiloften, Heilige Communie, begrafenissen of het afronden van een verbouwing. Hieronder volgt een overzicht van de meest karakteristieke maaltijden.

### Speciale maaltijden

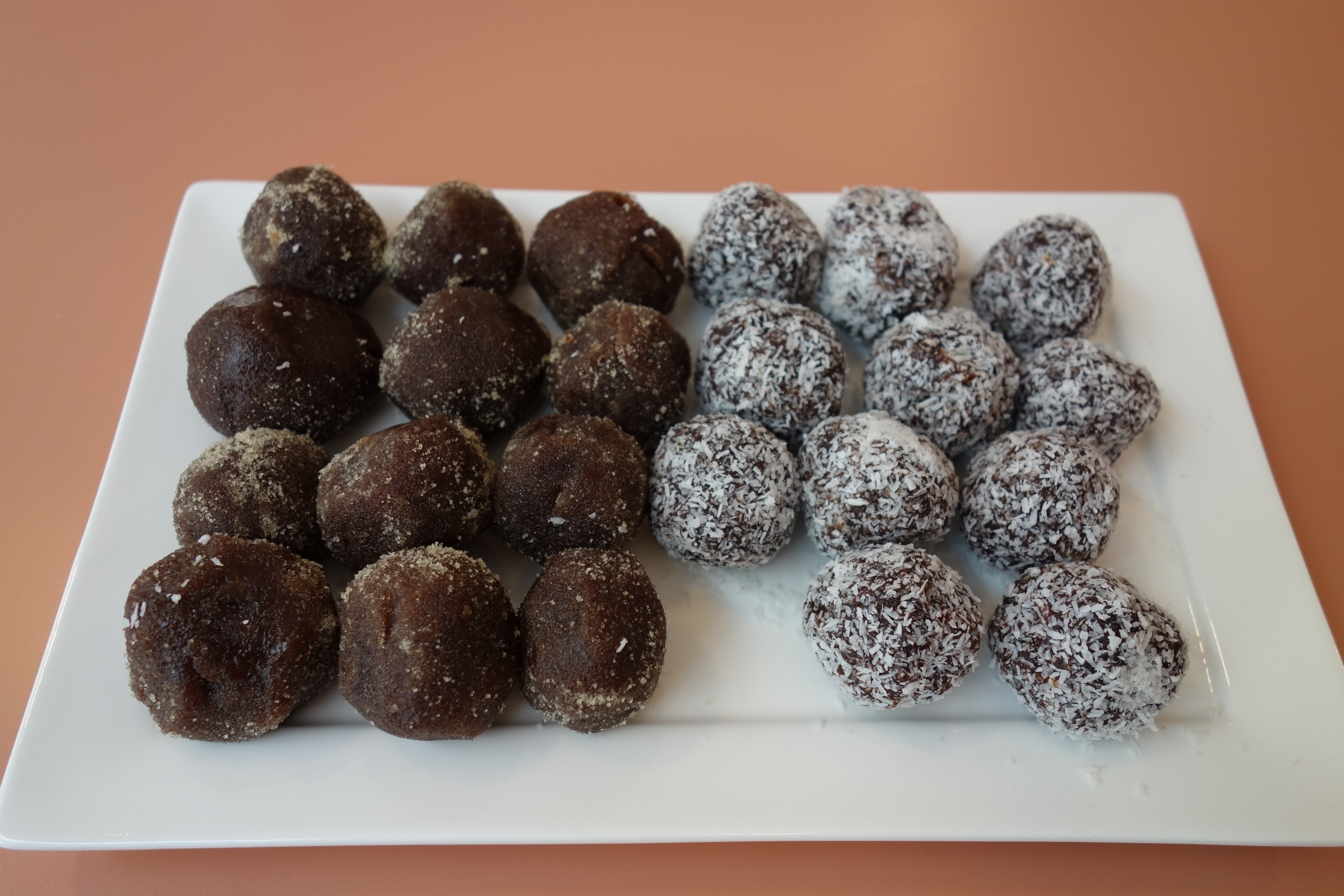
Bolo pretu in de vorm van hapklare balletjes

Bij Curaçaose bruiloften staan keshi yena, stobá en als nagerecht de bruiloftstaart en een stukje bolo pretu op de menukaart.
Keshi yena of gevulde kaas wordt gemaakt van een uitgeholde Edammer kaas. Nadat deze geweekt en van zijn waslaag ontdaan is, wordt de kaas, gevuld met vlees of vis, kappertjes, rozijnen, pruimen en olijven, in de oven gebakken.
Stobá, van gestoofd vlees, vis, of groenten, bijvoorbeeld Curaçaose komkommer wordt geserveerd met funchi.
Bolo pretu is een donkere vruchtentaart gemaakt van in alcoholische siroop geweekte vruchten; pruimen, dadels, rozijnen, krenten, vijgen, amandelen, sukade.
Na de Heilige Communie op Curaçao wordt veel gegeten en gedronken. Naast de stobá en sopi di karni worden aan het eind van het feest zakjes uitgedeeld met snoepgoederen, lèter di pinda, suikerwerken en gezoete amandelen erin.
Gebakken of gestoofd geitenvlees met rijst, gebakken banaan, doperwten en rode bieten wordt vaak op familiefeesten gegeten.
Het bouwen van een huis wordt uitbundig gevierd wanneer het dak erop zit. Dan wordt sopi di mondongo gedronken. Ook 's zondags wordt deze soep gegeten. De mondongo of Antillean pepperpot is een stoofschotel gemaakt van de magen en hoeven van rund- of geitenvlees, kappertjes, rozijnen, pruimen, olijven en sherry of cognac.
Met Kerst en Nieuwjaar wordt ayaka gegeten. De Antilliaanse ayaka, een verfijnde uitgave van het Venezolaanse origineel, is een in bananenbladeren verpakt gerecht. Er zit een laagje deeg van maismeel in, zout, suiker, anijszaad, geraspte kaas, boter en melk. De deegbodem wordt gevuld met kippen- en varkensvlees, kappertjes, rozijnen, pruimen, olijven, piccalilly, ham, amandelen, selderie, peterselie, augurken en spaanse peper. Het in bananenbladeren verpakte geheel wordt gekookt in water, waarna men het laat afkoelen. Voor gebruik warmt men het even op.
De sankocho, sòpitu, guiambo, tutu en leguanensoep worden ook op speciale gelegenheden gegeten.
Sankocho is een als hoofdgerecht gegeten soep bestaande uit vers en gezouten vlees, groenten, bananen, knollen, maiskolven, zoete en gewone aardappelen.
Sòpitu is een gebonden soep van gezouten vlees, geroosterde vis, kokosmelk, maiskolven en specerijen.
Guiambo of Okra is een gerecht van okra, gezouten vlees (en varkensstaart), vis, kaas, garnalen en karko (schelpdier). Het wordt gegeten met funchi.
Tutu of jug jug is een gerecht van funchimeel, bonen, zout vlees en suiker.
Tamarindesoep is gemaakt van zoete tamarinde wordt met funchi gegeten op Goede Vrijdag.
Bij een begrafenis hoort ook een maaltijd, maar deze is niet zo uitbundig als bij bijvoorbeeld een bruiloft. Thuis wordt pindamelk gedronken (typisch Arubaans, chocolademelk gemaakt van pinda's) en wordt er stobá gegeten.

### Dranken
Dranken als Awa di Sorsaka, van zuurzak gemaakt, en batido di fruta, vruchtensmoothie, worden elke dag gedronken. De Curaçaose likeur (Blue Curaçao) wordt op het eiland niet algemeen geserveerd. Men treft deze likeur alleen maar aan op feesttafels ter gelegenheid van een viering.

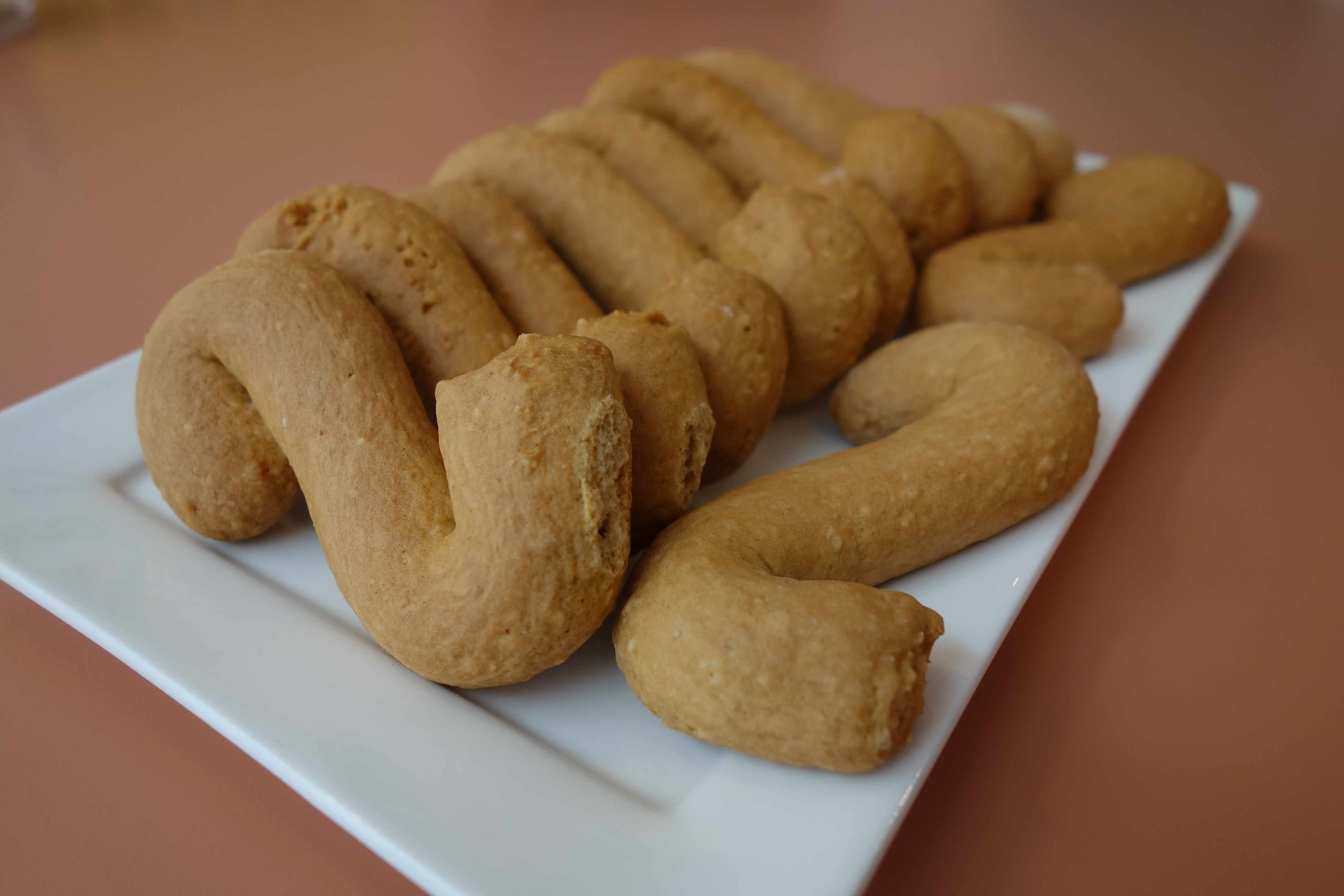
Lèter di pinda, pindakoekjes

### Zoete hapjes
Curaçao staat bekend om zijn bolo (cake), tèrt en lèter di pinda. Een van de bekendste cakesoorten op Curaçao is de bolo di manteka (botercake), gemaakt van bloem, suiker, boter en een relatief grote hoeveelheid eieren. Deze taart is te vergelijken met een Amerikaanse pound cake, omdat van alle ingrediënten een pond gebruikt worden.
De tèrt is het best te vergelijken met Nederlandse appeltaart. Echter wordt deze op Curaçao niet gevuld met appel, maar met een vulling van pruimen of van geraspte kokos.
Van gemalen pinda maakt men op Curaçao S-vormige koekjes, die lèter di pinda genoemd worden.

### Snoepgoed
De Curaçaose keuken kent tal van traditionele snoepsoorten, zoals tentalaria, kokada, koi lechi, kakiña en panseiku. Zij worden het Papiaments aangeduid als "kos di boka dushi" of ko'i dushi".

### Hartige hapjes
Hartige hapjes zijn pastechi (pasteitjes met vis, vlees of kaasvulling), empaná (pasteitjes van maïsmeel) en kala (een hartig, gebakken hapje van gemalen bonen).

## Eettrucks
De zogenaamde trùk'i pan vormt een bekend fenomeen op Curaçao. Op vaste standplaatsen verkopen deze mobiele restaurantjes typisch Caribische broodjes en andere etenswaren aan het nachtelijk publiek. De bestelauto's worden gewaardeerd om hun authenticiteit en ermee gepaard gaande sfeer. Het concept heeft zich zelfs verbreid naar Nederland, waar Curaçaose food trucks actief zijn in Zwolle (sinds 2020) en Rotterdam (sinds 2022).
1. ↑  https://curacao.nu/rotterdam-heeft-zijn-eigen-truki-pan/